# قصور جارات الدرق الكاذب الكاذب
قصور جارات الدرق الكاذب الكاذب هو مرض وراثي، سُمّي بذلك بسبب تشابهه مع قصور جارات الدرق الكاذب في الصورة السريرية. وبشكل أصح، فهو يماثل الحثل العظمي الوراثي لأولبرايت لكن دون وجود مقاومة للهرمون الدريقي. يصف قصور جارات الدرق الكاذب الكاذب الحالة التي يكون فيها المريض يحمل النمط الظاهري لقصور جارات الدرق الكاذب من النمط 1 إيه مع قيم مخبرية طبيعية للكالسيوم والهرمون الدريقي (بخلاف النمط الظاهري لقصور جارات الدرق الكاذب).
يمكن اعتباره نمطًا آخرًا من الحثل العظمي الوراثي لأولبرايت، أو قصور جارات الدرق الكاذب من النمط 1 إيه، إذ تتظاهر هذه الحالات بنفس الأعراض والعلامات بما فيها قصر القامة، وقصر الأصابع، والتكلس تحت الجلد، والبدانة.

## الصورة السريرية
أكثر ما يساعد في فهم أعراض المرض مقارنته بأمراض أخرى:
| الحالة                         | الحالة                         | المظهر      | مستويات الهرمون الدريقي | كالسيتريول | كالسيوم | فوسفات | النَسخ الجيني                                    |
| ------------------------------ | ------------------------------ | ----------- | ----------------------- | ---------- | ------- | ------ | ----------------------------------------------- |
| قصور جارات الدرقية             | قصور جارات الدرقية             | طبيعي       | منخفض                   | منخفض      | منخفض   | مرتفع  | غير قابل للتطبيق                                |
| قصور جارات الدرق الكاذب        | النمط 1 إيه                    | عيوب هيكلية | مرتفع                   | منخفض      | منخفض   | مرتفع  | عيب جيني من الأم (جي إن إيه إس 1)               |
| قصور جارات الدرق الكاذب        | النمط 1 بي                     | طبيعي       | مرتفع                   | منخفض      | منخفض   | مرتفع  | عيب جيني من الأم (جي إن إيه إس1 و إس تي إكس 16) |
| قصور جارات الدرق الكاذب        | النمط 2                        | طبيعي       | مرتفع                   | منخفض      | منخفض   | مرتفع  | ?                                               |
| قصور جارات الدرق الكاذب الكاذب | قصور جارات الدرق الكاذب الكاذب | عيوب هيكلية | طبيعي                   | طبيعي      | طبيعي   | طبيعي  | عيب جيني من الأب                                |

لا توجد مقاومة للهرمون الدريقي في قصور جارات الدرق الكاذب الكاذب. يمكن أن يوجد قصر في القامة. البدانة أقل شيوعًا في قصور جارات الدرق الكاذب الكاذب مقارنةً بقصور جارات الدرق الكاذب. يمكن أن توجد أورام جلدية عظمية.

## الوراثة

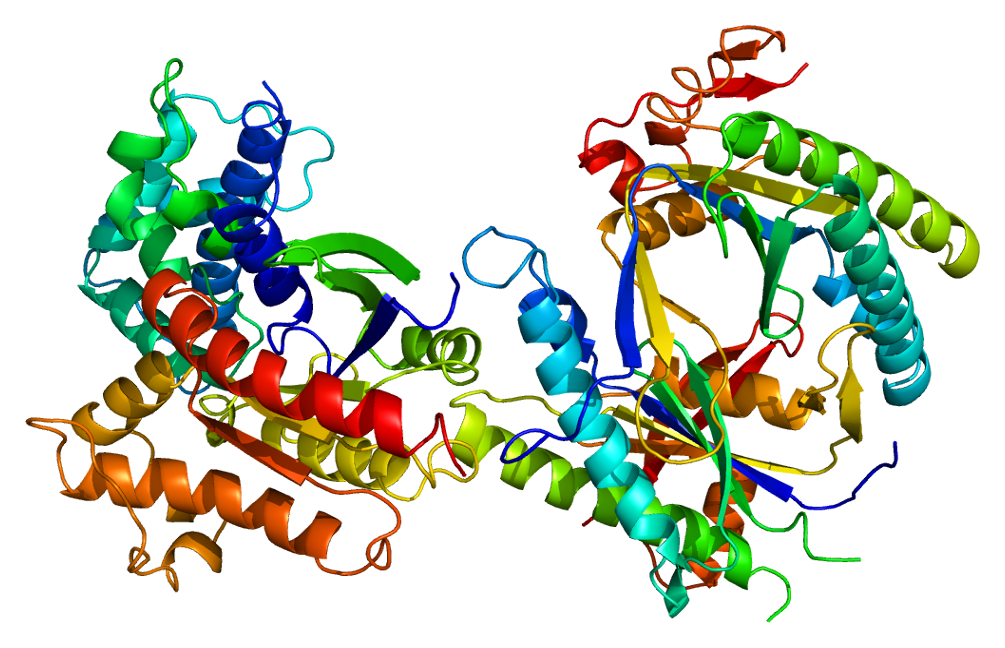
البروتين جي إن إيه إس

يمكن أن يورّث الذكر المصاب بقصور جارات الدرق الكاذب نسخة معيبة من الجين جي إن إيه إس واحتمال ذلك 50%، ويكون الجين المعيب غير قابل للنسخ وغير فعال. أولاده الذين يحملون الجين المعيب سيصابون بقصور جارات الدرق الكاذب الكاذب. يمكن أن تورّث أي من بناته المصابات بقصور جارات الدرق الكاذب الكاذب قصور جارات الدرق الكاذب من النمط 1 إيه إلى أبنائها بسبب تحول النمط الأبوي في النسخة الموروثة إلى النمط الأُمّي في مبيض الأم خلال الانقسام المنصف. وفي هذه الحالة، سيستعيد الجين نشاطه عند أي من الأبناء الحاملين له.
قصور جارات الدرق الكاذب الكاذب وقصور جارات الدرق الكاذب متعلقان بالجين جي إن إيه إس، ولكن في قصور جارات الدرق الكاذب الكاذب، يكون استتباب الكالسيوم طبيعي بسبب الأليل الأُمّي الطبيعي في الكلية.

## الإمراضية
يتأثر الجين جي إن إيه إس1 المرتبط بقصور جارات الدرق الكاذب من النمط 1إيه وقصور جارات الدرق الكاذب الكاذب بالنسخ الجيني كثيرًا. حين تحدث عملية تكوّن النطاف عند الأب المصاب بقصور جارات الدرق الكاذب، تعطّل عملية نسخ الجين جي إن إيه إس1 نسختَي الجين عند الأب: واحدة من النسختين وظيفية والثانية معيبة. ستعيد خلايا الأنسجة المختلفة تفعيل واحدة من نسختي الجين جي إن إيه إس1 بشكل انتقائي؛ ستفعل الخلايا في الكلية النسخة الوظيفية القادمة من الأم وتبقي النسخة المعيبة غير فعالة، وتفعّل أنسجة الكليتين النسخة القادمة من الأم حتى عند الأفراد الطبيعيين. وبما أن النسخة القادمة من الأم طبيعية يكون استقلاب الكالسيوم والفوسفات في الكليتين طبيعيًا عند حاملي الجين المعيب القادم من الأب، ويُصان الاستتباب في قصور جارات الدرق الكاذب الكاذب. أما بقية الأنسجة فستعبر عن الجين المعيب، ما ينتج عنه نقص أحادي في منتجات الجين جي إن إيه إس1 في معظم الأنسجة ونمط ظاهري مماثل لقصور جارات الدرق الكاذب من النمط 1 إيه. وبالنتيجة، تكون استجابة الأدينوزين أحادي الفوسفات الحلقي في الجهاز البولي للهرمون الدريقي طبيعية، وتكون مستويات الهرمون الدريقي في المصل طبيعية.

## التشخيص
يعتمد التشخيص على ظهور نمط كاذب من الحثل العظمي الوراثي لأولبرايت دون وجود مقاومة الهرمون الدريقي. الاختبارات الدموية بما فيها الكالسيوم والفوسفات والهرمون الدريقي طبيعية وتنفي الأشكال الأخرى من قصور جارات الدرق الكاذب. يمكن أن يظهر التصوير بالأشعة السينية قصر عظم المشط الرابع. تؤكد الفحوص الجينية التشخيص من خلال الكسف عن طفرة الجين جي إن إيه إس.

## العلاج
تركز المعالجات على الأعراض ويوصى بالاستشارة الوراثية.

## التاريخ
ميز فولر أولبرايت خصائص هذه الحالة في عام 1952 وسمّاها قصور جارات الدرق الكاذب-الكاذب (مع واصلة).